# CN Blue
A CN Blue (hangul: 씨엔블루, Ssienbullu) 2009-ben alakult dél-koreai rockegyüttes. Nevük jelentése „Code Name BLUE”, ahol a BLUE az együttes tagjait jellemző melléknevek rövidítése: I Dzsonghjon a Burning („égő”), Kang Minhjok a Lovely („édes, kedves”), I Dzsongsin az Untouchable („érinthetetlen”), Csong Jonghva pedig az Emotional („érzékeny”). Japánban debütáltak Now or Never című minialbumukkal, 2010-ben pedig Koreában Bluetory című lemezükkel.
Az együttes az FNC Entertainment többi előadójával együtt részt vett a Cshongdam-tong 111 (Cheongdam-dong 111) című valóságshowban, melyet a tvN csatorna kezdett vetíteni november 21-én. A műsor a szórakoztatóipari vállalat mindennapjait mutatja be.

## Tagjai
| Név             | Név    | Név     | Születési dátum                | Pozíció                        |
| Magyaros        | Hangul | Handzsa | Születési dátum                | Pozíció                        |
| --------------- | ------ | ------- | ------------------------------ | ------------------------------ |
| Csong Jonghva   | 정용화 | 鄭容和  | 1989. június 22. (35 éves)     | vezér, fő vokál, rap, gitár    |
| Kang Minhjok    | 강민혁 | 姜敏赫  | 1991. június 28. (33 éves)     | dobok, háttérvokál             |
| I Dzsongsin     | 이정신 | 李正信  | 1991. szeptember 15. (33 éves) | basszusgitár, rap, háttérvokál |
| Korábbi tagok   |        |         |                                |                                |
| Kvon Gvangdzsin | 권광진 | 權光珍  | 1992. augusztus 12. (32 éves)  | basszusgitár, háttérvokál      |
| I Dzsonghjon    | 이종현 | 李宗泫  | 1990. május 15. (34 éves)      | gitár, ének                    |

## Diszkográfia

### Japán lemezek
Stúdióalbumok
- ThankU (2010)
- 392 (2011)
- Code Name Blue (2012)
- What Turns You On? (2013)
- Wave (2014)
- Colors (2015)
- Euphoria (2016)
- Stay Gold (2017)

Középlemezek
- Now or Never (2009)
- Voice (2009)

### Koreai lemezek
Stúdióalbumok
- First Step (2011)
- 2gether (2015)

Középlemezek
- Bluetory (2010)
- Bluelove (2010)
- First Step +1 Thank You (2011)
- Ear Fun (2012)
- Re:Blue (2013)
- Can't Stop (2014)
- Blueming (2016)
- 7°CN (2017)
- Re-Code (2020)